# Truko (Bringin)
Truko is een bestuurslaag in het regentschap Semarang van de provincie Midden-Java, Indonesië. Truko telt 2874 inwoners (volkstelling 2010).